# Seznam rakouských vyslanců v Neapoli
Toto je seznam rakouských vyslanců v Neapolském království (do roku 1815) a Království obojí Sicílie (do roku 1864).

## Vyslanci

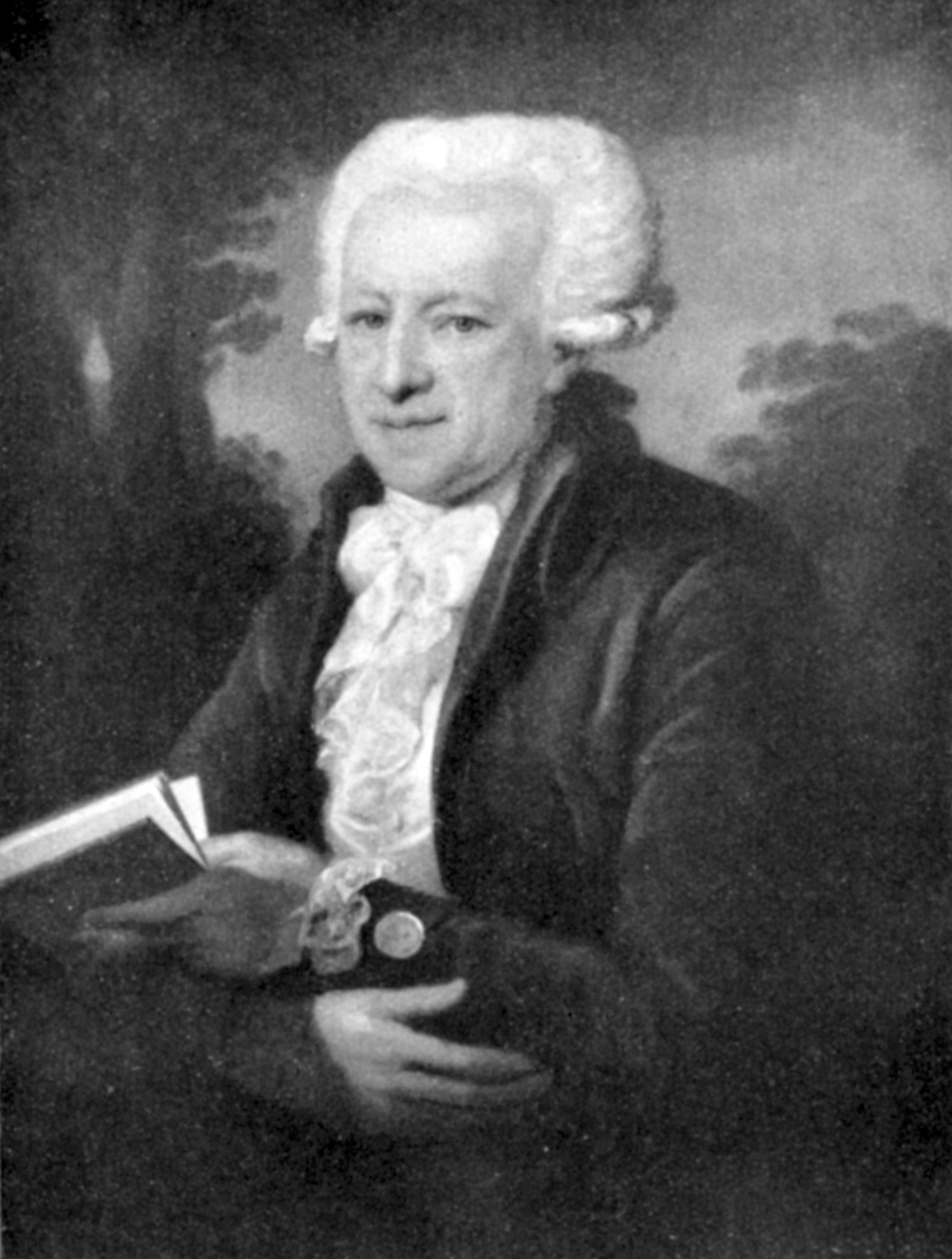
Leopold z Neippergu

1751: Navázání diplomatických vztahů

### Svatá říše římská
- 1751–1752: Pavel II. Antonín Esterházy z Galanty
- 1752–1754: Alfonso Gomez da Sylva (Charge d'Affaires)
- 1754–1758: Karel Josef z Firmianu
- 1758–1764: Leopold z Neippergu
- 1764–1770: Arnošt Kryštof z Kounic-Rietbergu
- 1770–1771: Anton Binder von Krieglstein
- 1771–1773: František Josef z Wurmbrand-Stuppachu
- 1773–1778: Jan Josef Maria Wilczek
- 1778–1784: Antonín František z Lambergu-Sprinzensteinu
- 1784–1787: Karel z Richecourtu
- 1787–1789: Johann Amadeus Franz von Thugut
- 1789–1791: Norbert Hadrava (Charge d'Affaires)
- 1791–1792: Francesco di Ruspoli
- 1792–1801: František z Esterházy
- 1801–1805: Franz von Cresceri (chargé d'affaires)

### Rakouské císařství
- 1805–1807: Alois Václav z Kounic-Rietbergu
- 1807–1815: František z Cresceri
- 1815–1820: Ludwig von Jabłonowski
- 1820–1821: Karl von Menz (chargé d'affaires)
- 1821–1829: Karel Ludvík z Ficquelmontu
- 1829–1830: Karl von Menz (chargé d'affaires)
- 1830–1844: Ludwig von Lebzeltern
- 1844–1848: Felix ze Schwarzenbergu

1848–1849: Přerušení vztahů
- 1849–1860: Anton Stephan von Martini
- 1860–1864: Emerich Széchényi

1864: ukončení činnosti velvyslanectví